# Кордова, Исмаэль Крус
Исмаэль Крус Кордова (англ. Ismael Cruz Córdova; родился 7 апреля 1987, Агуас-Буэнас, Пуэрто-Рико, США) — американский актёр пуэрто-риканского происхождения.

## Биография
Исмаэль Крус Кордова родился на острове Пуэрто-Рико в 1987 году. В 19 лет он перебрался в США, где окончил школу искусств Нью-Йоркского университета. Позже начал играть в кино и на телевидении. Самые заметные его роли — в сериалах «Рэй Донован», «Берлинская резидентура». В сериале «Властелин колец: Кольца власти» Кордова сыграл Арондира. Выбор темнокожего актёра на роль эльфа возмутил многих фанатов Толкина: Кордова, по его словам, в течение нескольких лет получал сообщения с «чистой и беспощадной риторикой ненависти».

## Фильмография
| Год  |   | Русское название                                         | Оригинальное название                       | Роль           |
| ---- | - | -------------------------------------------------------- | ------------------------------------------- | -------------- |
| 2016 | ф | Долгая прогулка Билли Линна в перерыве футбольного матча | Billy Lynn's Long Halftime Walk             | Холлидей       |
| 2018 | ф | Две королевы                                             | Mary Queen of Scots                         | Давид Риччо    |
| 2020 | с | Отыграть назад                                           | The Undoing                                 | Фернандо Алвес |
| 2021 | ф | Заложники Марса                                          | Settlers                                    | Джерри         |
| 2022 | с | Кабинет редкостей Гильермо дель Торо                     | Guillermo del Toro’s cabinet of curiosities | Фрэнк          |
| 2022 | с | Властелин колец: Кольца власти                           | The Lord of the Rings: The Rings of Power   | Арондир        |
| 2023 | ф | Крупный улов                                             | Finestkind                                  | Коста          |
| 2025 | ф | Ограбление                                               | The Pickup                                  |                |
| 2026 | ф | Тайный дневник Верити                                    | Verity                                      |                |